# 根纳季·帕宁
根纳季·奥列戈维奇·帕宁（羅馬化：Gennadiy Olegovich Panin；1981年6月13日—）是俄罗斯政治人物，第八届国家杜马代表。
2000年代初，帕宁开始经商。2003年，他加入统一俄罗斯党青年近卫军。2008年至2014年，帕宁担任奥列霍沃祖耶沃区众议院代表。2009年至2014年，他担任奥列霍沃祖耶沃区众议院主席。2014年至2021年，帕宁担任奥列霍沃祖耶沃区区长。2016年9月14日，帕宁被任命为市政府负责人。2021年，他当选第八届国家杜马代表后卸任。

## 制裁
帕宁于2022年因俄乌战争而受到英国政府制裁。